# كأس روسيا البيضاء 2017–18
كأس روسيا البيضاء 2017–18 (بالروسية: Кубок Белоруссии по футболу 2017/2018)‏ هو الموسم 27 من كأس روسيا البيضاء. أقيم خلال الفترة 17 مايو 2017 وحتى 19 مايو 2018، وأشرف على تنظيمه اتحاد روسيا البيضاء لكرة القدم، وكان عدد الأندية المشاركة فيه 52، وفاز فيه دينامو برست.